# Fille du peuple
Fille du peuple es una película muda francesa de 1920 dirigida por Camille de Morlhon y protagonizada por Charles de Rochefort.

## Protagonistas
- Suzanne Herval
- Charles de Rochefort
- Jean Peyrière